# Arboreto Lewis W. Barton
El Arboreto Lewis W. Barton (en inglés: Lewis W. Barton Arboretum) es una reserva de naturaleza, arboreto y jardín botánico dentro de una reserva natural de 168 acres (0.68 km²) de extensión, que se encuentra en Medford, Nueva Jersey. 
El arboreto forma parte del "Greater Philadelphia Gardens" además de la "American Association of Public Gardens". 

## Localización
El arboreto se sitúa en los terrenos de "Medford Leas", una asociación sin ánimo de lucro, comunidad de adultos quáqueros de 55 años en adelante.
Lewis W. Barton Arboretum Medford Leas, Medford, Burlington county, New Jersey NJ 08055 United States of America-Estados Unidos de América
Planos y vistas satelitales.39°54′18.72″N 74°48′57.96″O / 39.9052000, -74.8161000
El arboreto está abierto del alba al ocaso los siete días de la semana. La entrada es libre.

## Historia
El arboreto está en el límite del "Pine Barrens" e incluye jardines, prados de plantas silvestres, bosques naturales y humedales, así como colecciones de árboles. 
Fue creado con la ayuda del Morris Arboretum de la Universidad de Pensilvania. 
El Arboreto Morris continúa proporcionando apoyo técnico.

## Colecciones
Entre las atracciones del arboreto destacan:
- Pinetum una colección internacional de pinos exóticos, una colección de coníferas, de 0.5 acres (2,000 m²)
- Colección de Rhododendron,
- Acebos,
- Viburnum,
- Colección de manzanos silvestres,
- Plantación experimental de castaños en cooperación con "The American Chestnut Foundation".

El arboreto también tuvo una vez el árbol campeón del Estado de Nueva Jersey de Carya cordiformis, pero fue alcanzado por un rayo en el otoño de 1997 que lo destruyó. Sin embargo el árbol caído y el muñón aún permanece en el lugar.